# František Dědič
František Dědič (* 7. března 1963) je český politik ODS, v letech 2006 až 2013 poslanec Parlamentu ČR za Jihočeský kraj, bývalý zastupitel tohoto kraje a starosta města Tábor.

## Vzdělání, profese a rodina
V roce 1987 promoval v oboru tepelné a jaderné stroje na Fakultě strojní ČVUT v Praze. Poté nastoupil do Jaderné elektrárny Temelín, kde pracoval jako specialista na tepelné a jaderné stroje do roku 1992. Od roku 1992 vedl investiční oddělení Městského úřadu v Táboře. Je ženatý, má dceru a dva syny.

## Politická kariéra
V roce 1991 vstoupil do ODS.
Podle některých pramenů byl v roce 1994 zvolen do zastupitelstva města Tábor. Podle databáze komunalnipolitika.cz[zdroj?] ovšem v komunálních volbách roku 1994 do zastupitelstva města Tábor neúspěšně kandidoval za ODS. Zvolen sem pak byl až v komunálních volbách roku 1998, komunálních volbách roku 2002, komunálních volbách roku 2006 a komunálních volbách roku 2010. Profesně se k roku 1998 uvádí jako zástupce starosty města Tábor, následně k roku 2002 coby starosta, v roce 2006 jako poslanec a v roce 2010 jako poslanec, člen městské rady a městského zastupitelstva. V letech 1995-1998 působil jako místostarosta, pak v období let 1998-2006 zde vykonával funkci starosty Tábora. V roce 2006 z funkce odstoupil a angažoval se pak jako radní.
V krajských volbách roku 2000 byl zvolen do Zastupitelstva Jihočeského kraje za ODS. Mandát krajského zastupitele obhájil v krajských volbách roku 2004 a krajských volbách roku 2008. V období let 2004-2008 pracoval jako krajský radní.
Ve volbách roku 2006 se stal členem dolní komory českého parlamentu za ODS (volební obvod Jihočeský kraj). kde se věnoval činnosti ve Výboru pro životní prostředí a Zemědělském výboru. Byl místopředsedou Mandátového a imunitního výboru a Podvýboru pro rozvoj venkova. Ve volbách roku 2010 svůj mandát obhájil. Byl místopředsedou Mandátového a imunitního výboru, členem výboru pro životní prostředí a zemědělského výboru.
V roce 2013 už svůj poslanecký mandát neobhájil.